# Semaine internationale Coppi et Bartali 2019
La 34e édition de la Semaine internationale Coppi et Bartali a lieu du 27 au 31 mars 2019. La course fait partie du calendrier UCI Europe Tour 2019 en catégorie 2.1. Il s'agit de la 3e manche de la Coupe d'Italie de cyclisme sur route 2019.

## Présentation

### Équipes
Classée en catégorie 2.1 de l'UCI Europe Tour, la Semaine internationale Coppi et Bartali est par conséquent ouverte aux WorldTeams dans la limite de 50 % des équipes participantes, aux équipes continentales professionnelles, aux équipes continentales et aux équipes nationales.
| WorldTeams (4)- Sky - Mitchelton-Scott - EF Education First - Movistar Team Équipes continentales professionnelles (11)- Gazprom-RusVelo - Wallonie Bruxelles - Caja Rural-Seguros RGA - Arkéa-Samsic - Bardiani CSF - Androni Giocattoli-Sidermec - Israel Cycling Academy - Riwal Readynez - Neri Sottoli-Selle Italia-KTM - Hagens Berman Axeon - Nippo Vini Fantini Faizanè Équipes continentales (9)- Dimension Data for Qhubeka - Biesse Carrera Gavardo - Coldeportes Bicicletas Strongman - CCC Development Team - Sangemini-Trevigiani-MG.Kvis - Petroli Firenze-Maserati-Hopplà - Team Colpack - Amore & Vita-Prodir - Giotti Victoria-Palomar Équipe nationale- Italie |
| |

## Étapes
| Étape         | Date    | Villes étapes                   | type                         | Distance (km) | Vainqueur d'étape | Leader du classement général |
| ------------- | ------- | ------------------------------- | ---------------------------- | ------------- | ----------------- | ---------------------------- |
| 1re étape (A) | 27 mars | Gatteo – Gatteo                 | étape de moyenne montagne    | 97,8          | Emīls Liepiņš     | Emīls Liepiņš                |
| 1re étape (B) | 27 mars | Gatteo a Mare – Gatteo          | contre-la-montre par équipes | 13,3          | Mitchelton-Scott  | Robert Stannard              |
| 2e étape      | 28 mars | Riccione – Sogliano al Rubicone | étape de montagne            | 140           | Mikel Landa       | Lucas Hamilton               |
| 3e étape      | 29 mars | Forlì – Forlì                   | étape de moyenne montagne    | 166,2         | Simone Velasco    | Lucas Hamilton               |
| 4e étape      | 30 mars | Crevalcore – Crevalcore         | étape de plaine              | 171,4         | Ludovic Robeet    | Lucas Hamilton               |
| 5e étape      | 31 mars | Fiorano Modenese – Sassuolo     | étape de moyenne montagne    | 153,4         | Mauro Finetto     | Lucas Hamilton               |

## Déroulement de la course

### 1reétapesecteur a
| \| Classement de l'étape \| Classement de l'étape \| Classement de l'étape \| Classement de l'étape \| Classement de l'étape \| \| Coureur \| Coureur \| Pays \| Équipe \| Temps \| \| --------------------- \| --------------------- \| --------------------- \| ------------------------------------ \| --------------------- \| \| 1er \| Emīls Liepiņš \| Lettonie \| Wallonie Bruxelles \| 2 h 17 min 27 s \| \| 2e \| Riccardo Stacchiotti \| Italie \| Giotti Victoria-Palomar \| + 0 s \| \| 3e \| Manuel Belletti \| Italie \| Androni Giocattoli-Sidermec \| + 0 s \| \| 4e \| Matteo Malucelli \| Italie \| Caja Rural-Seguros RGA \| + 0 s \| \| 5e \| Robert Stannard \| Australie \| Mitchelton-Scott \| + 0 s \| \| 6e \| Luca Pacioni \| Italie \| Neri Sottoli-Selle Italia-KTM \| + 0 s \| \| 7e \| Ian Garrison \| États-Unis \| Hagens Berman Axeon \| + 0 s \| \| 8e \| Davide Gabburo \| Italie \| Neri Sottoli-Selle Italia-KTM \| + 0 s \| \| 9e \| Paolo Totò \| Italie \| U.C. Trevigiani Energiapura Marchiol \| + 0 s \| \| 10e \| Leonardo Bonifazio \| Italie \| U.C. Trevigiani Energiapura Marchiol \| + 0 s \| |                      |            |                                      |                 |
| |                      |            |                                      |                 |
| Source : ProCyclingStats |                      |            |                                      |                 |
| Classement de l'étape |                      |            |                                      |                 |
| Coureur | Coureur              | Pays       | Équipe                               | Temps           |
| 1er | Emīls Liepiņš        | Lettonie   | Wallonie Bruxelles                   | 2 h 17 min 27 s |
| 2e | Riccardo Stacchiotti | Italie     | Giotti Victoria-Palomar              | + 0 s           |
| 3e | Manuel Belletti      | Italie     | Androni Giocattoli-Sidermec          | + 0 s           |
| 4e | Matteo Malucelli     | Italie     | Caja Rural-Seguros RGA               | + 0 s           |
| 5e | Robert Stannard      | Australie  | Mitchelton-Scott                     | + 0 s           |
| 6e | Luca Pacioni         | Italie     | Neri Sottoli-Selle Italia-KTM        | + 0 s           |
| 7e | Ian Garrison         | États-Unis | Hagens Berman Axeon                  | + 0 s           |
| 8e | Davide Gabburo       | Italie     | Neri Sottoli-Selle Italia-KTM        | + 0 s           |
| 9e | Paolo Totò           | Italie     | U.C. Trevigiani Energiapura Marchiol | + 0 s           |
| 10e | Leonardo Bonifazio   | Italie     | U.C. Trevigiani Energiapura Marchiol | + 0 s           |

| \| Classement général \| Classement général \| Classement général \| Classement général \| Classement général \| \| Coureur \| Coureur \| Pays \| Équipe \| Temps \| \| ------------------ \| -------------------- \| ------------------ \| ----------------------------- \| ------------------ \| \| 1er \| Emīls Liepiņš \| Lettonie \| Wallonie Bruxelles \| 2 h 17 min 21 s \| \| 2e \| Riccardo Stacchiotti \| Italie \| Giotti Victoria-Palomar \| + 2 s \| \| 3e \| Manuel Belletti \| Italie \| Androni Giocattoli-Sidermec \| + 4 s \| \| 4e \| Robert Stannard \| Australie \| Mitchelton-Scott \| + 6 s \| \| 5e \| Davide Plebani \| Italie \| Italie \| + 6 s \| \| 6e \| Luca Pacioni \| Italie \| Neri Sottoli-Selle Italia-KTM \| + 6 s \| \| 7e \| Vincenzo Albanese \| Italie \| Bardiani CSF \| + 6 s \| \| 8e \| Diego Rosa \| Italie \| Team Sky \| + 6 s \| \| 9e \| André Carvalho \| Portugal \| Hagens Berman Axeon \| + 6 s \| \| 10e \| Marco Bernardinetti \| Italie \| Amore & Vita-Prodir \| + 6 s \| |                      |           |                               |                 |
| |                      |           |                               |                 |
| Source : ProCyclingStats |                      |           |                               |                 |
| Classement général |                      |           |                               |                 |
| Coureur | Coureur              | Pays      | Équipe                        | Temps           |
| 1er | Emīls Liepiņš        | Lettonie  | Wallonie Bruxelles            | 2 h 17 min 21 s |
| 2e | Riccardo Stacchiotti | Italie    | Giotti Victoria-Palomar       | + 2 s           |
| 3e | Manuel Belletti      | Italie    | Androni Giocattoli-Sidermec   | + 4 s           |
| 4e | Robert Stannard      | Australie | Mitchelton-Scott              | + 6 s           |
| 5e | Davide Plebani       | Italie    | Italie                        | + 6 s           |
| 6e | Luca Pacioni         | Italie    | Neri Sottoli-Selle Italia-KTM | + 6 s           |
| 7e | Vincenzo Albanese    | Italie    | Bardiani CSF                  | + 6 s           |
| 8e | Diego Rosa           | Italie    | Team Sky                      | + 6 s           |
| 9e | André Carvalho       | Portugal  | Hagens Berman Axeon           | + 6 s           |
| 10e | Marco Bernardinetti  | Italie    | Amore & Vita-Prodir           | + 6 s           |

### 1reétapesecteur b
| \| Classement de l'étape \| Classement de l'étape \| Classement de l'étape \| Classement de l'étape \| Classement de l'étape \| Classement de l'étape \| \| Équipe \| Équipe \| Pays \| Temps \| Écart de temps \| Vitesse moy. \| \| --------------------- \| ----------------------------- \| --------------------- \| --------------------- \| --------------------- \| --------------------- \| \| 1re \| Mitchelton-Scott \| Australie \| 14 min 17 s \| \| 55.869 km/h \| \| 2e \| Sky \| Royaume-Uni \| \| + 10 s \| 55.225 km/h \| \| 3e \| Gazprom-RusVelo \| Russie \| \| + 21 s \| 54.533 km/h \| \| 4e \| Hagens Berman Axeon \| États-Unis \| \| + 24 s \| 54.347 km/h \| \| 5e \| Androni Giocattoli-Sidermec \| Italie \| \| + 26 s \| 54.224 km/h \| \| 6e \| Movistar Team \| Espagne \| \| + 27 s \| 54.163 km/h \| \| 7e \| Neri Sottoli-Selle Italia-KTM \| Italie \| \| + 29 s \| 54.041 km/h \| \| 8e \| EF Education First \| États-Unis \| \| + 31 s \| 53.919 km/h \| \| 9e \| Wallonie Bruxelles \| Belgique \| \| + 35 s \| 53.677 km/h \| \| 10e \| Italie \| Italie \| \| + 39 s \| 53.438 km/h \| |                               |             |             |                |              |
| |                               |             |             |                |              |
| Source : ProCyclingStats |                               |             |             |                |              |
| Classement de l'étape |                               |             |             |                |              |
| Équipe | Équipe                        | Pays        | Temps       | Écart de temps | Vitesse moy. |
| 1re | Mitchelton-Scott              | Australie   | 14 min 17 s |                | 55.869 km/h  |
| 2e | Sky                           | Royaume-Uni |             | + 10 s         | 55.225 km/h  |
| 3e | Gazprom-RusVelo               | Russie      |             | + 21 s         | 54.533 km/h  |
| 4e | Hagens Berman Axeon           | États-Unis  |             | + 24 s         | 54.347 km/h  |
| 5e | Androni Giocattoli-Sidermec   | Italie      |             | + 26 s         | 54.224 km/h  |
| 6e | Movistar Team                 | Espagne     |             | + 27 s         | 54.163 km/h  |
| 7e | Neri Sottoli-Selle Italia-KTM | Italie      |             | + 29 s         | 54.041 km/h  |
| 8e | EF Education First            | États-Unis  |             | + 31 s         | 53.919 km/h  |
| 9e | Wallonie Bruxelles            | Belgique    |             | + 35 s         | 53.677 km/h  |
| 10e | Italie                        | Italie      |             | + 39 s         | 53.438 km/h  |

| \| Classement général \| Classement général \| Classement général \| Classement général \| Classement général \| \| Coureur \| Coureur \| Pays \| Équipe \| Temps \| \| ------------------ \| ------------------ \| ------------------ \| ------------------ \| ------------------ \| \| 1er \| Robert Stannard \| Australie \| Mitchelton-Scott \| 2 h 31 min 44 s \| \| 2e \| Damien Howson \| Australie \| Mitchelton-Scott \| + 0 s \| \| 3e \| Lucas Hamilton \| Australie \| Mitchelton-Scott \| + 0 s \| \| 4e \| Nick Schultz \| Australie \| Mitchelton-Scott \| + 0 s \| \| 5e \| Cameron Meyer \| Australie \| Mitchelton-Scott \| + 0 s \| \| 6e \| Diego Rosa \| Italie \| Team Sky \| + 10 s \| \| 7e \| David de la Cruz \| Espagne \| Team Sky \| + 10 s \| \| 8e \| Dylan van Baarle \| Pays-Bas \| Team Sky \| + 10 s \| \| 9e \| Kenny Elissonde \| France \| Team Sky \| + 10 s \| \| 10e \| Evgeny Shalunov \| Russie \| Gazprom-RusVelo \| + 21 s \| |                  |           |                  |                 |
| |                  |           |                  |                 |
| Source : ProCyclingStats |                  |           |                  |                 |
| Classement général |                  |           |                  |                 |
| Coureur | Coureur          | Pays      | Équipe           | Temps           |
| 1er | Robert Stannard  | Australie | Mitchelton-Scott | 2 h 31 min 44 s |
| 2e | Damien Howson    | Australie | Mitchelton-Scott | + 0 s           |
| 3e | Lucas Hamilton   | Australie | Mitchelton-Scott | + 0 s           |
| 4e | Nick Schultz     | Australie | Mitchelton-Scott | + 0 s           |
| 5e | Cameron Meyer    | Australie | Mitchelton-Scott | + 0 s           |
| 6e | Diego Rosa       | Italie    | Team Sky         | + 10 s          |
| 7e | David de la Cruz | Espagne   | Team Sky         | + 10 s          |
| 8e | Dylan van Baarle | Pays-Bas  | Team Sky         | + 10 s          |
| 9e | Kenny Elissonde  | France    | Team Sky         | + 10 s          |
| 10e | Evgeny Shalunov  | Russie    | Gazprom-RusVelo  | + 21 s          |

### 2eétape
| \| Classement de l'étape \| Classement de l'étape \| Classement de l'étape \| Classement de l'étape \| Classement de l'étape \| \| Coureur \| Coureur \| Pays \| Équipe \| Temps \| \| --------------------- \| --------------------- \| --------------------- \| --------------------------- \| --------------------- \| \| 1er \| Mikel Landa \| Espagne \| Movistar Team \| 3 h 51 min 54 s \| \| 2e \| Lucas Hamilton \| Australie \| Mitchelton-Scott \| + 1 s \| \| 3e \| Alexander Kamp \| Danemark \| Riwal Readynez \| + 11 s \| \| 4e \| Evgeny Shalunov \| Russie \| Gazprom-RusVelo \| + 11 s \| \| 5e \| Mauro Finetto \| Italie \| Italie \| + 11 s \| \| 6e \| Mattia Cattaneo \| Italie \| Androni Giocattoli-Sidermec \| + 11 s \| \| 7e \| Élie Gesbert \| France \| Arkéa-Samsic \| + 11 s \| \| 8e \| Jonathan Lastra \| Espagne \| Caja Rural-Seguros RGA \| + 11 s \| \| 9e \| Lawson Craddock \| États-Unis \| EF Education First \| + 11 s \| \| 10e \| Damien Howson \| Australie \| Mitchelton-Scott \| + 11 s \| |                 |            |                             |                 |
| |                 |            |                             |                 |
| Source : ProCyclingStats |                 |            |                             |                 |
| Classement de l'étape |                 |            |                             |                 |
| Coureur | Coureur         | Pays       | Équipe                      | Temps           |
| 1er | Mikel Landa     | Espagne    | Movistar Team               | 3 h 51 min 54 s |
| 2e | Lucas Hamilton  | Australie  | Mitchelton-Scott            | + 1 s           |
| 3e | Alexander Kamp  | Danemark   | Riwal Readynez              | + 11 s          |
| 4e | Evgeny Shalunov | Russie     | Gazprom-RusVelo             | + 11 s          |
| 5e | Mauro Finetto   | Italie     | Italie                      | + 11 s          |
| 6e | Mattia Cattaneo | Italie     | Androni Giocattoli-Sidermec | + 11 s          |
| 7e | Élie Gesbert    | France     | Arkéa-Samsic                | + 11 s          |
| 8e | Jonathan Lastra | Espagne    | Caja Rural-Seguros RGA      | + 11 s          |
| 9e | Lawson Craddock | États-Unis | EF Education First          | + 11 s          |
| 10e | Damien Howson   | Australie  | Mitchelton-Scott            | + 11 s          |

| \| Classement général \| Classement général \| Classement général \| Classement général \| Classement général \| \| Coureur \| Coureur \| Pays \| Équipe \| Temps \| \| ------------------ \| ------------------ \| ------------------ \| --------------------------- \| ------------------ \| \| 1er \| Lucas Hamilton \| Australie \| Mitchelton-Scott \| 6 h 23 min 33 s \| \| 2e \| Damien Howson \| Australie \| Mitchelton-Scott \| + 16 s \| \| 3e \| Nick Schultz \| Australie \| Mitchelton-Scott \| + 16 s \| \| 4e \| Mikel Landa \| Espagne \| Movistar Team \| + 22 s \| \| 5e \| David de la Cruz \| Espagne \| Team Sky \| + 26 s \| \| 6e \| Dylan van Baarle \| Pays-Bas \| Team Sky \| + 26 s \| \| 7e \| Evgeny Shalunov \| Russie \| Gazprom-RusVelo \| + 37 s \| \| 8e \| Aleksandr Vlasov \| Russie \| Gazprom-RusVelo \| + 37 s \| \| 9e \| Mattia Cattaneo \| Italie \| Androni Giocattoli-Sidermec \| + 42 s \| \| 10e \| Matteo Montaguti \| Italie \| Androni Giocattoli-Sidermec \| + 42 s \| |                  |           |                             |                 |
| |                  |           |                             |                 |
| Source : ProCyclingStats |                  |           |                             |                 |
| Classement général |                  |           |                             |                 |
| Coureur | Coureur          | Pays      | Équipe                      | Temps           |
| 1er | Lucas Hamilton   | Australie | Mitchelton-Scott            | 6 h 23 min 33 s |
| 2e | Damien Howson    | Australie | Mitchelton-Scott            | + 16 s          |
| 3e | Nick Schultz     | Australie | Mitchelton-Scott            | + 16 s          |
| 4e | Mikel Landa      | Espagne   | Movistar Team               | + 22 s          |
| 5e | David de la Cruz | Espagne   | Team Sky                    | + 26 s          |
| 6e | Dylan van Baarle | Pays-Bas  | Team Sky                    | + 26 s          |
| 7e | Evgeny Shalunov  | Russie    | Gazprom-RusVelo             | + 37 s          |
| 8e | Aleksandr Vlasov | Russie    | Gazprom-RusVelo             | + 37 s          |
| 9e | Mattia Cattaneo  | Italie    | Androni Giocattoli-Sidermec | + 42 s          |
| 10e | Matteo Montaguti | Italie    | Androni Giocattoli-Sidermec | + 42 s          |

### 3eétape
| \| Classement de l'étape \| Classement de l'étape \| Classement de l'étape \| Classement de l'étape \| Classement de l'étape \| \| Coureur \| Coureur \| Pays \| Équipe \| Temps \| \| --------------------- \| --------------------- \| --------------------- \| -------------------------------- \| --------------------- \| \| 1er \| Simone Velasco \| Italie \| Neri Sottoli-Selle Italia-KTM \| 4 h 01 min 50 s \| \| 2e \| Francesco Gavazzi \| Italie \| Androni Giocattoli-Sidermec \| + 0 s \| \| 3e \| Alexander Kamp \| Danemark \| Riwal Readynez \| + 0 s \| \| 4e \| Nicola Bagioli \| Italie \| Nippo-Vini Fantini-Faizanè \| + 0 s \| \| 5e \| Giovanni Visconti \| Italie \| Neri Sottoli-Selle Italia-KTM \| + 0 s \| \| 6e \| Matteo Sobrero \| Italie \| Dimension Data for Qhubeka \| + 0 s \| \| 7e \| Jhonatan Cañaveral \| Colombie \| Coldeportes Bicicletas Strongman \| + 0 s \| \| 8e \| Jonathan Lastra \| Espagne \| Caja Rural-Seguros RGA \| + 0 s \| \| 9e \| Alessandro Fedeli \| Italie \| Italie \| + 0 s \| \| 10e \| Marco Tizza \| Italie \| Amore & Vita-Prodir \| + 0 s \| |                    |          |                                  |                 |
| |                    |          |                                  |                 |
| Source : ProCyclingStats |                    |          |                                  |                 |
| Classement de l'étape |                    |          |                                  |                 |
| Coureur | Coureur            | Pays     | Équipe                           | Temps           |
| 1er | Simone Velasco     | Italie   | Neri Sottoli-Selle Italia-KTM    | 4 h 01 min 50 s |
| 2e | Francesco Gavazzi  | Italie   | Androni Giocattoli-Sidermec      | + 0 s           |
| 3e | Alexander Kamp     | Danemark | Riwal Readynez                   | + 0 s           |
| 4e | Nicola Bagioli     | Italie   | Nippo-Vini Fantini-Faizanè       | + 0 s           |
| 5e | Giovanni Visconti  | Italie   | Neri Sottoli-Selle Italia-KTM    | + 0 s           |
| 6e | Matteo Sobrero     | Italie   | Dimension Data for Qhubeka       | + 0 s           |
| 7e | Jhonatan Cañaveral | Colombie | Coldeportes Bicicletas Strongman | + 0 s           |
| 8e | Jonathan Lastra    | Espagne  | Caja Rural-Seguros RGA           | + 0 s           |
| 9e | Alessandro Fedeli  | Italie   | Italie                           | + 0 s           |
| 10e | Marco Tizza        | Italie   | Amore & Vita-Prodir              | + 0 s           |

| \| Classement général \| Classement général \| Classement général \| Classement général \| Classement général \| \| Coureur \| Coureur \| Pays \| Équipe \| Temps \| \| ------------------ \| ------------------ \| ------------------ \| --------------------------- \| ------------------ \| \| 1er \| Lucas Hamilton \| Australie \| Mitchelton-Scott \| 6 h 23 min 33 s \| \| 2e \| Damien Howson \| Australie \| Mitchelton-Scott \| + 16 s \| \| 3e \| Nick Schultz \| Australie \| Mitchelton-Scott \| + 16 s \| \| 4e \| Mikel Landa \| Espagne \| Movistar Team \| + 22 s \| \| 5e \| David de la Cruz \| Espagne \| Team Sky \| + 26 s \| \| 6e \| Dylan van Baarle \| Pays-Bas \| Team Sky \| + 26 s \| \| 7e \| Evgeny Shalunov \| Russie \| Gazprom-RusVelo \| + 37 s \| \| 8e \| Aleksandr Vlasov \| Russie \| Gazprom-RusVelo \| + 37 s \| \| 9e \| Mattia Cattaneo \| Italie \| Androni Giocattoli-Sidermec \| + 42 s \| \| 10e \| Matteo Montaguti \| Italie \| Androni Giocattoli-Sidermec \| + 42 s \| |                  |           |                             |                 |
| |                  |           |                             |                 |
| Source : ProCyclingStats |                  |           |                             |                 |
| Classement général |                  |           |                             |                 |
| Coureur | Coureur          | Pays      | Équipe                      | Temps           |
| 1er | Lucas Hamilton   | Australie | Mitchelton-Scott            | 6 h 23 min 33 s |
| 2e | Damien Howson    | Australie | Mitchelton-Scott            | + 16 s          |
| 3e | Nick Schultz     | Australie | Mitchelton-Scott            | + 16 s          |
| 4e | Mikel Landa      | Espagne   | Movistar Team               | + 22 s          |
| 5e | David de la Cruz | Espagne   | Team Sky                    | + 26 s          |
| 6e | Dylan van Baarle | Pays-Bas  | Team Sky                    | + 26 s          |
| 7e | Evgeny Shalunov  | Russie    | Gazprom-RusVelo             | + 37 s          |
| 8e | Aleksandr Vlasov | Russie    | Gazprom-RusVelo             | + 37 s          |
| 9e | Mattia Cattaneo  | Italie    | Androni Giocattoli-Sidermec | + 42 s          |
| 10e | Matteo Montaguti | Italie    | Androni Giocattoli-Sidermec | + 42 s          |

### 4eétape
| \| Classement de l'étape \| Classement de l'étape \| Classement de l'étape \| Classement de l'étape \| Classement de l'étape \| \| Coureur \| Coureur \| Pays \| Équipe \| Temps \| \| --------------------- \| --------------------- \| --------------------- \| ----------------------------- \| --------------------- \| \| 1er \| Ludovic Robeet \| Belgique \| Wallonie Bruxelles \| 3 h 43 min 34 s \| \| 2e \| Mikkel Bjerg \| Danemark \| Hagens Berman Axeon \| + 1 s \| \| 3e \| Jacopo Mosca \| Italie \| Italie \| + 1 s \| \| 4e \| Patryk Stosz \| Pologne \| CCC Development \| + 31 s \| \| 5e \| Lachlan Morton \| Australie \| EF Education First \| + 31 s \| \| 6e \| Antonio Di Sante \| Italie \| Sangemini-Trevigiani-MG.K Vis \| + 31 s \| \| 7e \| Simone Sterbini \| Italie \| Bardiani CSF \| + 31 s \| \| 8e \| Thibault Guernalec \| France \| Arkéa-Samsic \| + 31 s \| \| 9e \| Manuel Belletti \| Italie \| Androni Giocattoli-Sidermec \| + 31 s \| \| 10e \| Emīls Liepiņš \| Lettonie \| Wallonie Bruxelles \| + 31 s \| |                    |           |                               |                 |
| |                    |           |                               |                 |
| Source : ProCyclingStats |                    |           |                               |                 |
| Classement de l'étape |                    |           |                               |                 |
| Coureur | Coureur            | Pays      | Équipe                        | Temps           |
| 1er | Ludovic Robeet     | Belgique  | Wallonie Bruxelles            | 3 h 43 min 34 s |
| 2e | Mikkel Bjerg       | Danemark  | Hagens Berman Axeon           | + 1 s           |
| 3e | Jacopo Mosca       | Italie    | Italie                        | + 1 s           |
| 4e | Patryk Stosz       | Pologne   | CCC Development               | + 31 s          |
| 5e | Lachlan Morton     | Australie | EF Education First            | + 31 s          |
| 6e | Antonio Di Sante   | Italie    | Sangemini-Trevigiani-MG.K Vis | + 31 s          |
| 7e | Simone Sterbini    | Italie    | Bardiani CSF                  | + 31 s          |
| 8e | Thibault Guernalec | France    | Arkéa-Samsic                  | + 31 s          |
| 9e | Manuel Belletti    | Italie    | Androni Giocattoli-Sidermec   | + 31 s          |
| 10e | Emīls Liepiņš      | Lettonie  | Wallonie Bruxelles            | + 31 s          |

| \| Classement général \| Classement général \| Classement général \| Classement général \| Classement général \| \| Coureur \| Coureur \| Pays \| Équipe \| Temps \| \| ------------------ \| ------------------ \| ------------------ \| --------------------------- \| ------------------ \| \| 1er \| Lucas Hamilton \| Australie \| Mitchelton-Scott \| 6 h 23 min 33 s \| \| 2e \| Damien Howson \| Australie \| Mitchelton-Scott \| + 16 s \| \| 3e \| Nick Schultz \| Australie \| Mitchelton-Scott \| + 16 s \| \| 4e \| Mikel Landa \| Espagne \| Movistar Team \| + 22 s \| \| 5e \| David de la Cruz \| Espagne \| Team Sky \| + 26 s \| \| 6e \| Dylan van Baarle \| Pays-Bas \| Team Sky \| + 26 s \| \| 7e \| Evgeny Shalunov \| Russie \| Gazprom-RusVelo \| + 37 s \| \| 8e \| Aleksandr Vlasov \| Russie \| Gazprom-RusVelo \| + 37 s \| \| 9e \| Matteo Montaguti \| Italie \| Androni Giocattoli-Sidermec \| + 42 s \| \| 10e \| Mattia Cattaneo \| Italie \| Androni Giocattoli-Sidermec \| + 42 s \| |                  |           |                             |                 |
| |                  |           |                             |                 |
| Source : ProCyclingStats |                  |           |                             |                 |
| Classement général |                  |           |                             |                 |
| Coureur | Coureur          | Pays      | Équipe                      | Temps           |
| 1er | Lucas Hamilton   | Australie | Mitchelton-Scott            | 6 h 23 min 33 s |
| 2e | Damien Howson    | Australie | Mitchelton-Scott            | + 16 s          |
| 3e | Nick Schultz     | Australie | Mitchelton-Scott            | + 16 s          |
| 4e | Mikel Landa      | Espagne   | Movistar Team               | + 22 s          |
| 5e | David de la Cruz | Espagne   | Team Sky                    | + 26 s          |
| 6e | Dylan van Baarle | Pays-Bas  | Team Sky                    | + 26 s          |
| 7e | Evgeny Shalunov  | Russie    | Gazprom-RusVelo             | + 37 s          |
| 8e | Aleksandr Vlasov | Russie    | Gazprom-RusVelo             | + 37 s          |
| 9e | Matteo Montaguti | Italie    | Androni Giocattoli-Sidermec | + 42 s          |
| 10e | Mattia Cattaneo  | Italie    | Androni Giocattoli-Sidermec | + 42 s          |

### 5eétape
| \| Classement de l'étape \| Classement de l'étape \| Classement de l'étape \| Classement de l'étape \| Classement de l'étape \| \| Coureur \| Coureur \| Pays \| Équipe \| Temps \| \| --------------------- \| --------------------- \| --------------------- \| -------------------------------- \| --------------------- \| \| 1er \| Mauro Finetto \| Italie \| Italie \| 3 h 48 min 02 s \| \| 2e \| Davide Gabburo \| Italie \| Neri Sottoli-Selle Italia-KTM \| + 3 s \| \| 3e \| Damien Howson \| Australie \| Mitchelton-Scott \| + 3 s \| \| 4e \| Alexander Kamp \| Danemark \| Riwal Readynez \| + 3 s \| \| 5e \| Simone Velasco \| Italie \| Neri Sottoli-Selle Italia-KTM \| + 3 s \| \| 6e \| Matteo Montaguti \| Italie \| Androni Giocattoli-Sidermec \| + 3 s \| \| 7e \| Lucas Hamilton \| Australie \| Mitchelton-Scott \| + 3 s \| \| 8e \| Jhonatan Cañaveral \| Colombie \| Coldeportes Bicicletas Strongman \| + 3 s \| \| 9e \| Eliot Lietaer \| Belgique \| Wallonie Bruxelles \| + 3 s \| \| 10e \| Miguel Flórez \| Colombie \| Androni Giocattoli-Sidermec \| + 3 s \| |                    |           |                                  |                 |
| |                    |           |                                  |                 |
| Source : ProCyclingStats |                    |           |                                  |                 |
| Classement de l'étape |                    |           |                                  |                 |
| Coureur | Coureur            | Pays      | Équipe                           | Temps           |
| 1er | Mauro Finetto      | Italie    | Italie                           | 3 h 48 min 02 s |
| 2e | Davide Gabburo     | Italie    | Neri Sottoli-Selle Italia-KTM    | + 3 s           |
| 3e | Damien Howson      | Australie | Mitchelton-Scott                 | + 3 s           |
| 4e | Alexander Kamp     | Danemark  | Riwal Readynez                   | + 3 s           |
| 5e | Simone Velasco     | Italie    | Neri Sottoli-Selle Italia-KTM    | + 3 s           |
| 6e | Matteo Montaguti   | Italie    | Androni Giocattoli-Sidermec      | + 3 s           |
| 7e | Lucas Hamilton     | Australie | Mitchelton-Scott                 | + 3 s           |
| 8e | Jhonatan Cañaveral | Colombie  | Coldeportes Bicicletas Strongman | + 3 s           |
| 9e | Eliot Lietaer      | Belgique  | Wallonie Bruxelles               | + 3 s           |
| 10e | Miguel Flórez      | Colombie  | Androni Giocattoli-Sidermec      | + 3 s           |

## Classements finals

### Classement général final
| \| Classement général \| Classement général \| Classement général \| Classement général \| Classement général \| \| Coureur \| Coureur \| Pays \| Équipe \| Temps \| \| ------------------ \| ------------------ \| ------------------ \| ----------------------------- \| ------------------ \| \| 1er \| Lucas Hamilton \| Australie \| Mitchelton-Scott \| 17 h 57 min 33 s \| \| 2e \| Damien Howson \| Australie \| Mitchelton-Scott \| + 12 s \| \| 3e \| Nick Schultz \| Australie \| Mitchelton-Scott \| + 16 s \| \| 4e \| Mikel Landa \| Espagne \| Movistar Team \| + 22 s \| \| 5e \| David de la Cruz \| Espagne \| Team Sky \| + 26 s \| \| 6e \| Dylan van Baarle \| Pays-Bas \| Team Sky \| + 26 s \| \| 7e \| Evgeny Shalunov \| Russie \| Gazprom-RusVelo \| + 37 s \| \| 8e \| Aleksandr Vlasov \| Russie \| Gazprom-RusVelo \| + 37 s \| \| 9e \| Davide Gabburo \| Italie \| Neri Sottoli-Selle Italia-KTM \| + 39 s \| \| 10e \| Matteo Montaguti \| Italie \| Androni Giocattoli-Sidermec \| + 42 s \| |                  |           |                               |                  |
| |                  |           |                               |                  |
| Source : ProCyclingStats |                  |           |                               |                  |
| Classement général |                  |           |                               |                  |
| Coureur | Coureur          | Pays      | Équipe                        | Temps            |
| 1er | Lucas Hamilton   | Australie | Mitchelton-Scott              | 17 h 57 min 33 s |
| 2e | Damien Howson    | Australie | Mitchelton-Scott              | + 12 s           |
| 3e | Nick Schultz     | Australie | Mitchelton-Scott              | + 16 s           |
| 4e | Mikel Landa      | Espagne   | Movistar Team                 | + 22 s           |
| 5e | David de la Cruz | Espagne   | Team Sky                      | + 26 s           |
| 6e | Dylan van Baarle | Pays-Bas  | Team Sky                      | + 26 s           |
| 7e | Evgeny Shalunov  | Russie    | Gazprom-RusVelo               | + 37 s           |
| 8e | Aleksandr Vlasov | Russie    | Gazprom-RusVelo               | + 37 s           |
| 9e | Davide Gabburo   | Italie    | Neri Sottoli-Selle Italia-KTM | + 39 s           |
| 10e | Matteo Montaguti | Italie    | Androni Giocattoli-Sidermec   | + 42 s           |

### Classements annexes
| Classement par points | Classement par points | Classement par points | Classement par points         | Classement par points |
| Coureur               | Coureur               | Pays                  | Équipe                        | Points                |
| --------------------- | --------------------- | --------------------- | ----------------------------- | --------------------- |
| 1er                   | Alexander Kamp        | Danemark              | Riwal Readynez                | 17 pts                |
| 2e                    | Mauro Finetto         | Italie                | Delko Marseille Provence      | 14 pts                |
| 3e                    | Simone Velasco        | Italie                | Neri Sottoli-Selle Italia-KTM | 14 pts                |
| 4e                    | Mikel Landa           | Espagne               | Movistar Team                 | 10 pts                |
| 5e                    | Ludovic Robeet        | Belgique              | Wallonie Bruxelles            | 10 pts                |
| 6e                    | Emīls Liepiņš         | Lettonie              | Wallonie Bruxelles            | 10 pts                |
| 7e                    | Lucas Hamilton        | Australie             | Mitchelton-Scott              | 10 pts                |
| 8e                    | Davide Gabburo        | Italie                | Neri Sottoli-Selle Italia-KTM | 9 pts                 |
| 9e                    | Francesco Gavazzi     | Italie                | Androni Giocattoli-Sidermec   | 8 pts                 |
| 10e                   | Mikkel Bjerg          | Danemark              | Hagens Berman Axeon           | 8 pts                 |

| Classement par points | Classement par points | Classement par points | Classement par points         | Classement par points |
| Coureur               | Coureur               | Pays                  | Équipe                        | Points                |
| --------------------- | --------------------- | --------------------- | ----------------------------- | --------------------- |
| 1er                   | Alexander Kamp        | Danemark              | Riwal Readynez                | 17 pts                |
| 2e                    | Mauro Finetto         | Italie                | Delko Marseille Provence      | 14 pts                |
| 3e                    | Simone Velasco        | Italie                | Neri Sottoli-Selle Italia-KTM | 14 pts                |
| 4e                    | Mikel Landa           | Espagne               | Movistar Team                 | 10 pts                |
| 5e                    | Ludovic Robeet        | Belgique              | Wallonie Bruxelles            | 10 pts                |
| 6e                    | Emīls Liepiņš         | Lettonie              | Wallonie Bruxelles            | 10 pts                |
| 7e                    | Lucas Hamilton        | Australie             | Mitchelton-Scott              | 10 pts                |
| 8e                    | Davide Gabburo        | Italie                | Neri Sottoli-Selle Italia-KTM | 9 pts                 |
| 9e                    | Francesco Gavazzi     | Italie                | Androni Giocattoli-Sidermec   | 8 pts                 |
| 10e                   | Mikkel Bjerg          | Danemark              | Hagens Berman Axeon           | 8 pts                 |

| Classement de la montagne | Classement de la montagne | Classement de la montagne | Classement de la montagne        | Classement de la montagne |
| Coureur                   | Coureur                   | Pays                      | Équipe                           | Points                    |
| ------------------------- | ------------------------- | ------------------------- | -------------------------------- | ------------------------- |
| 1er                       | Giovanni Visconti         | Italie                    | Neri Sottoli-Selle Italia-KTM    | 37 pts                    |
| 2e                        | Enrico Barbin             | Italie                    | Bardiani CSF                     | 26 pts                    |
| 3e                        | Nick Schultz              | Australie                 | Mitchelton-Scott                 | 16 pts                    |
| 4e                        | Daniel Crista             | Roumanie                  | Giotti Victoria-Palomar          | 12 pts                    |
| 5e                        | Óscar Quiroz              | Colombie                  | Coldeportes Bicicletas Strongman | 10 pts                    |
| 6e                        | Francesco Gavazzi         | Italie                    | Androni Giocattoli-Sidermec      | 9 pts                     |
| 7e                        | Mikel Landa               | Espagne                   | Movistar Team                    | 9 pts                     |
| 8e                        | Lawson Craddock           | États-Unis                | EF Education First               | 8 pts                     |
| 9e                        | Edoardo Zardini           | Italie                    | Neri Sottoli-Selle Italia-KTM    | 8 pts                     |
| 10e                       | Matteo Badilatti          | Suisse                    | Israel Cycling Academy           | 8 pts                     |

| Classement de la montagne | Classement de la montagne | Classement de la montagne | Classement de la montagne        | Classement de la montagne |
| Coureur                   | Coureur                   | Pays                      | Équipe                           | Points                    |
| ------------------------- | ------------------------- | ------------------------- | -------------------------------- | ------------------------- |
| 1er                       | Giovanni Visconti         | Italie                    | Neri Sottoli-Selle Italia-KTM    | 37 pts                    |
| 2e                        | Enrico Barbin             | Italie                    | Bardiani CSF                     | 26 pts                    |
| 3e                        | Nick Schultz              | Australie                 | Mitchelton-Scott                 | 16 pts                    |
| 4e                        | Daniel Crista             | Roumanie                  | Giotti Victoria-Palomar          | 12 pts                    |
| 5e                        | Óscar Quiroz              | Colombie                  | Coldeportes Bicicletas Strongman | 10 pts                    |
| 6e                        | Francesco Gavazzi         | Italie                    | Androni Giocattoli-Sidermec      | 9 pts                     |
| 7e                        | Mikel Landa               | Espagne                   | Movistar Team                    | 9 pts                     |
| 8e                        | Lawson Craddock           | États-Unis                | EF Education First               | 8 pts                     |
| 9e                        | Edoardo Zardini           | Italie                    | Neri Sottoli-Selle Italia-KTM    | 8 pts                     |
| 10e                       | Matteo Badilatti          | Suisse                    | Israel Cycling Academy           | 8 pts                     |

| Classement du meilleur jeune | Classement du meilleur jeune | Classement du meilleur jeune | Classement du meilleur jeune     | Classement du meilleur jeune |
| Coureur                      | Coureur                      | Pays                         | Équipe                           | Temps                        |
| ---------------------------- | ---------------------------- | ---------------------------- | -------------------------------- | ---------------------------- |
| 1er                          | Lucas Hamilton               | Australie                    | Mitchelton-Scott                 | 17 h 57 min 33 s             |
| 2e                           | Aleksandr Vlasov             | Russie                       | Gazprom-RusVelo                  | + 37 s                       |
| 3e                           | Miguel Flórez                | Colombie                     | Androni Giocattoli-Sidermec      | + 1 min 34 s                 |
| 4e                           | Jhonatan Cañaveral           | Colombie                     | Coldeportes Bicicletas Strongman | + 2 min 06 s                 |
| 5e                           | Kevin Vermaerke              | États-Unis                   | Hagens Berman Axeon              | + 3 min 28 s                 |
| 6e                           | Attila Valter                | Hongrie                      | CCC Development                  | + 4 min 48 s                 |
| 7e                           | Alessandro Fedeli            | Italie                       | Delko Marseille Provence         | + 6 min 15 s                 |
| 8e                           | Robert Stannard              | Australie                    | Mitchelton-Scott                 | + 6 min 21 s                 |
| 9e                           | Stefano Oldani               | Italie                       | Kometa                           | + 7 min 17 s                 |
| 10e                          | Alejandro Osorio             | Colombie                     | Nippo-Vini Fantini-Faizanè       | + 8 min 41 s                 |

| Classement du meilleur jeune | Classement du meilleur jeune | Classement du meilleur jeune | Classement du meilleur jeune     | Classement du meilleur jeune |
| Coureur                      | Coureur                      | Pays                         | Équipe                           | Temps                        |
| ---------------------------- | ---------------------------- | ---------------------------- | -------------------------------- | ---------------------------- |
| 1er                          | Lucas Hamilton               | Australie                    | Mitchelton-Scott                 | 17 h 57 min 33 s             |
| 2e                           | Aleksandr Vlasov             | Russie                       | Gazprom-RusVelo                  | + 37 s                       |
| 3e                           | Miguel Flórez                | Colombie                     | Androni Giocattoli-Sidermec      | + 1 min 34 s                 |
| 4e                           | Jhonatan Cañaveral           | Colombie                     | Coldeportes Bicicletas Strongman | + 2 min 06 s                 |
| 5e                           | Kevin Vermaerke              | États-Unis                   | Hagens Berman Axeon              | + 3 min 28 s                 |
| 6e                           | Attila Valter                | Hongrie                      | CCC Development                  | + 4 min 48 s                 |
| 7e                           | Alessandro Fedeli            | Italie                       | Delko Marseille Provence         | + 6 min 15 s                 |
| 8e                           | Robert Stannard              | Australie                    | Mitchelton-Scott                 | + 6 min 21 s                 |
| 9e                           | Stefano Oldani               | Italie                       | Kometa                           | + 7 min 17 s                 |
| 10e                          | Alejandro Osorio             | Colombie                     | Nippo-Vini Fantini-Faizanè       | + 8 min 41 s                 |

| Classement par équipes | Classement par équipes        | Classement par équipes | Classement par équipes |
| Équipe                 | Équipe                        | Pays                   | Temps                  |
| ---------------------- | ----------------------------- | ---------------------- | ---------------------- |
| 1re                    | Mitchelton-Scott              | Australie              | 53 h 24 min 43 s       |
| 2e                     | Movistar Team                 | Espagne                | + 26 s                 |
| 3e                     | Androni Giocattoli-Sidermec   | Italie                 | + 36 s                 |
| 4e                     | Neri Sottoli-Selle Italia-KTM | Italie                 | + 51 s                 |
| 5e                     | Sky                           | Royaume-Uni            | + 1 min 10 s           |
| 6e                     | Israel Cycling Academy        | Israël                 | + 3 min 41 s           |
| 7e                     | Gazprom-RusVelo               | Russie                 | + 8 min 26 s           |
| 8e                     | Italie                        | Italie                 | + 11 min 58 s          |
| 9e                     | Bardiani CSF                  | Italie                 | + 17 min 54 s          |
| 10e                    | Caja Rural-Seguros RGA        | Espagne                | + 19 min 31 s          |

| Classement par équipes | Classement par équipes        | Classement par équipes | Classement par équipes |
| Équipe                 | Équipe                        | Pays                   | Temps                  |
| ---------------------- | ----------------------------- | ---------------------- | ---------------------- |
| 1re                    | Mitchelton-Scott              | Australie              | 53 h 24 min 43 s       |
| 2e                     | Movistar Team                 | Espagne                | + 26 s                 |
| 3e                     | Androni Giocattoli-Sidermec   | Italie                 | + 36 s                 |
| 4e                     | Neri Sottoli-Selle Italia-KTM | Italie                 | + 51 s                 |
| 5e                     | Sky                           | Royaume-Uni            | + 1 min 10 s           |
| 6e                     | Israel Cycling Academy        | Israël                 | + 3 min 41 s           |
| 7e                     | Gazprom-RusVelo               | Russie                 | + 8 min 26 s           |
| 8e                     | Italie                        | Italie                 | + 11 min 58 s          |
| 9e                     | Bardiani CSF                  | Italie                 | + 17 min 54 s          |
| 10e                    | Caja Rural-Seguros RGA        | Espagne                | + 19 min 31 s          |

### UCI Europe Tour
Cette Semaine internationale Coppi et Bartali attribue des points pour l'UCI Europe Tour 2019, y compris aux coureurs faisant partie d'une équipe ayant un label WorldTeam. De plus la course donne le même nombre de points individuellement à tous les coureurs pour le Classement mondial UCI 2019.
| Position           | 1er | 2e | 3e | 4e | 5e | 6e | 7e | 8e | 9e | 10e | 11e | 12e | 13e à 15e | 16e à 25e |
| Classement général | 125 | 85 | 70 | 60 | 50 | 40 | 35 | 30 | 25 | 20  | 15  | 10  | 5         | 3         |
| Par étape          | 14  | 5  | 3  |    |    |    |    |    |    |     |     |     |           |           |
| Leader, par étape  | 3   |    |    |    |    |    |    |    |    |     |     |     |           |           |

## Évolution des classements
| Étape              | Vainqueur          | Classement général | Classement de la montagne | Classement par points | Classement du meilleur jeune | Classement par équipes        |
| ------------------ | ------------------ | ------------------ | ------------------------- | --------------------- | ---------------------------- | ----------------------------- |
| 1a                 | Emīls Liepiņš      | Emīls Liepiņš      | Daniel Crista             | Emīls Liepiņš         | Robert Stannard              | Neri Sottoli-Selle Italia-KTM |
| 1b                 | Mitchelton-Scott   | Robert Stannard    | Daniel Crista             | Emīls Liepiņš         | Robert Stannard              | Mitchelton-Scott              |
| 2                  | Mikel Landa        | Lucas Hamilton     | Giovanni Visconti         | Mikel Landa           | Lucas Hamilton               | Mitchelton-Scott              |
| 3                  | Simone Velasco     | Lucas Hamilton     | Giovanni Visconti         | Alexander Kamp        | Lucas Hamilton               | Mitchelton-Scott              |
| 4                  | Ludovic Robeet     | Lucas Hamilton     | Giovanni Visconti         | Alexander Kamp        | Lucas Hamilton               | Mitchelton-Scott              |
| 5                  | Mauro Finetto      | Lucas Hamilton     | Giovanni Visconti         | Alexander Kamp        | Lucas Hamilton               | Mitchelton-Scott              |
| Classements finals | Classements finals | Lucas Hamilton     | Giovanni Visconti         | Alexander Kamp        | Lucas Hamilton               | Mitchelton-Scott              |